# Oriol Salvià
Oriol Salvia, né le 29 mars 1975 à Barcelone, est un joueur professionnel de squash représentant l'Espagne. Il atteint en janvier 2002 la 83e place mondiale sur le circuit international, son meilleur classement. Il est champion d'Espagne en 2001 et 2010.

## Biographie
Il commence à jouer à l'âge de 8 ans profitant de la construction de courts d'un sport alors inconnu en Espagne. Il s'impose rapidement dans les catégories de jeune et détient deux titres de champion d'Espagne junior. Il obtiendra également deux titres en 2001 et 2010 en senior, barré par l'ogre Borja Golán qui obtient seize titres de champion d'Espagne dans la même période. Depuis sa retraite sportive, il est directeur sportif du club Ciudad Diagonal à Barcelone.

## Palmarès

### Titres
- Championnats d'Espagne : 2 titres (2001, 2010)

### Finales
- Open de Macao : 1997